# 阿卡斯

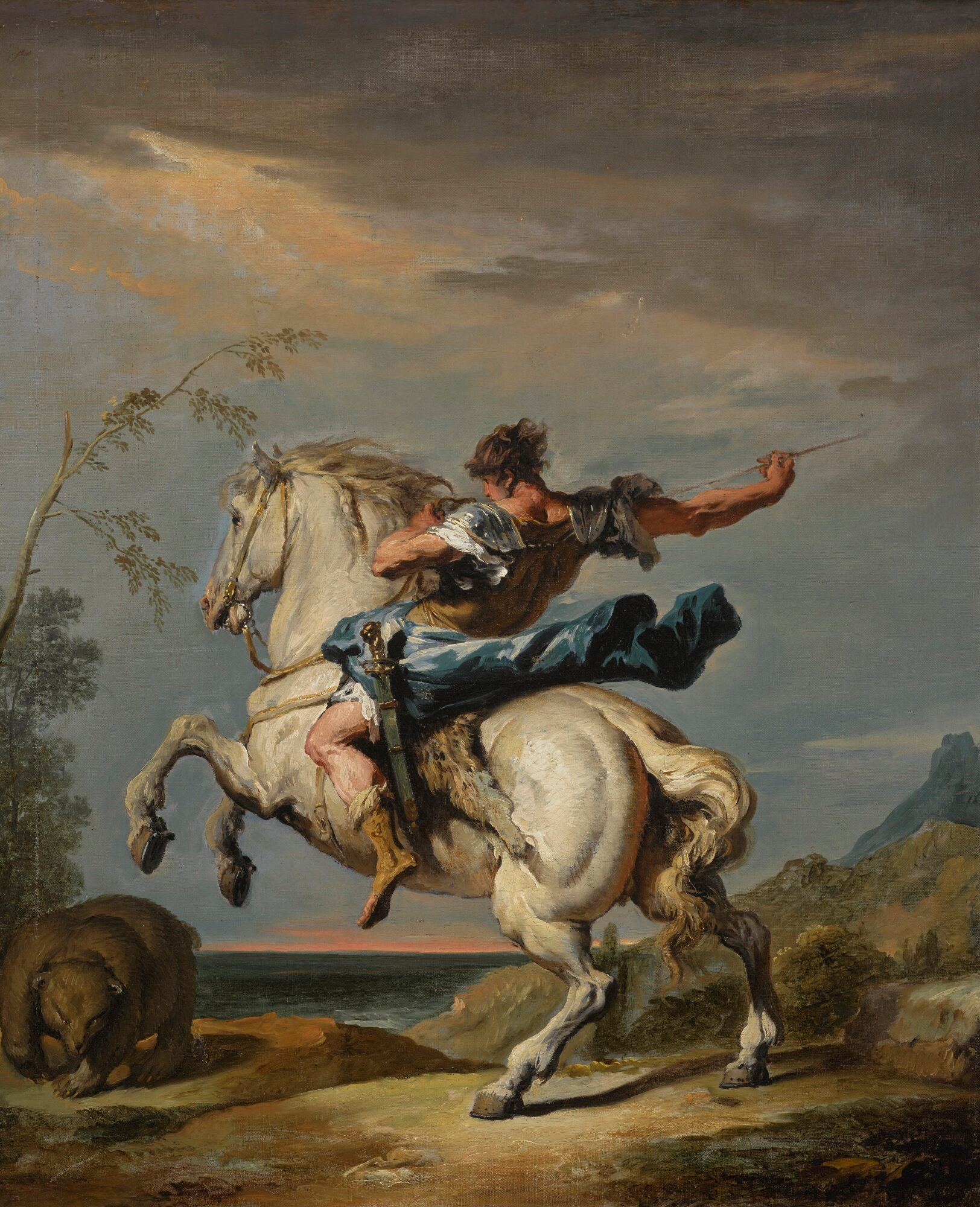
阿卡斯與卡利斯托

阿卡斯（希臘語：Ἀρκάς）是希臘神話中的一個人物，宙斯與卡利斯托的兒子。卡利斯托是國王萊卡翁的女兒，因為被宙斯強暴而生下阿卡斯，天后赫拉出於嫉妒將卡利斯托變為一隻熊。
為了保護阿卡斯免於赫拉的報復，宙斯將他藏在希臘伯羅奔尼撒半島，阿卡斯躲藏的地方日後即被稱為阿卡迪亞。在普勒阿得斯們的照料下，阿卡斯平安長大，直到一天狂妄的萊卡翁在舉辦慶典時將他作為獻給眾神的祭品。被激怒的宙斯把萊卡翁變成一隻狼人，而阿卡斯成為了希臘最偉大的獵人。
一天，阿卡斯在森林裡打獵時遇見了一隻熊。熊一看到阿卡斯便立刻向他衝去，驚慌的阿卡斯馬上拉起弓箭朝熊射去。那隻熊其實是阿卡斯的母親，卡利斯托；為了阻止悲劇發生，宙斯瞬時將兩人升上星空，成為牧夫座與大熊座。